# Samsung Town
La Samsung Town (in coreano 삼성타운) è un complesso edilizio costituito da più grattacieli situato a Seul in Corea del Sud. Situato nei pressi della Stazione di Gangnam, funge da sede centrale per la multinazionale Samsung.
L'edificio principale del complesso occupa una superficie di 110.800 m² e ospiti 20 000 dipendenti, nonché l'ufficio del presidente Lee Kun-hee.
I tre edifici principali del complesso ospitano la sede della Samsung Electronics, Samsung C&T e Samsung Life Insurance e sono alti rispettivamente 44, 34 e 32 piani.
Tutto il complesso è stato progettato dalla Kohn Pedersen Fox.